# Olmsted County
Olmsted County is een county in de Amerikaanse staat Minnesota.
De county heeft een landoppervlakte van 1.691 km² en telt 124.277 inwoners (volkstelling 2000). De hoofdplaats is Rochester.

## Bevolkingsontwikkeling

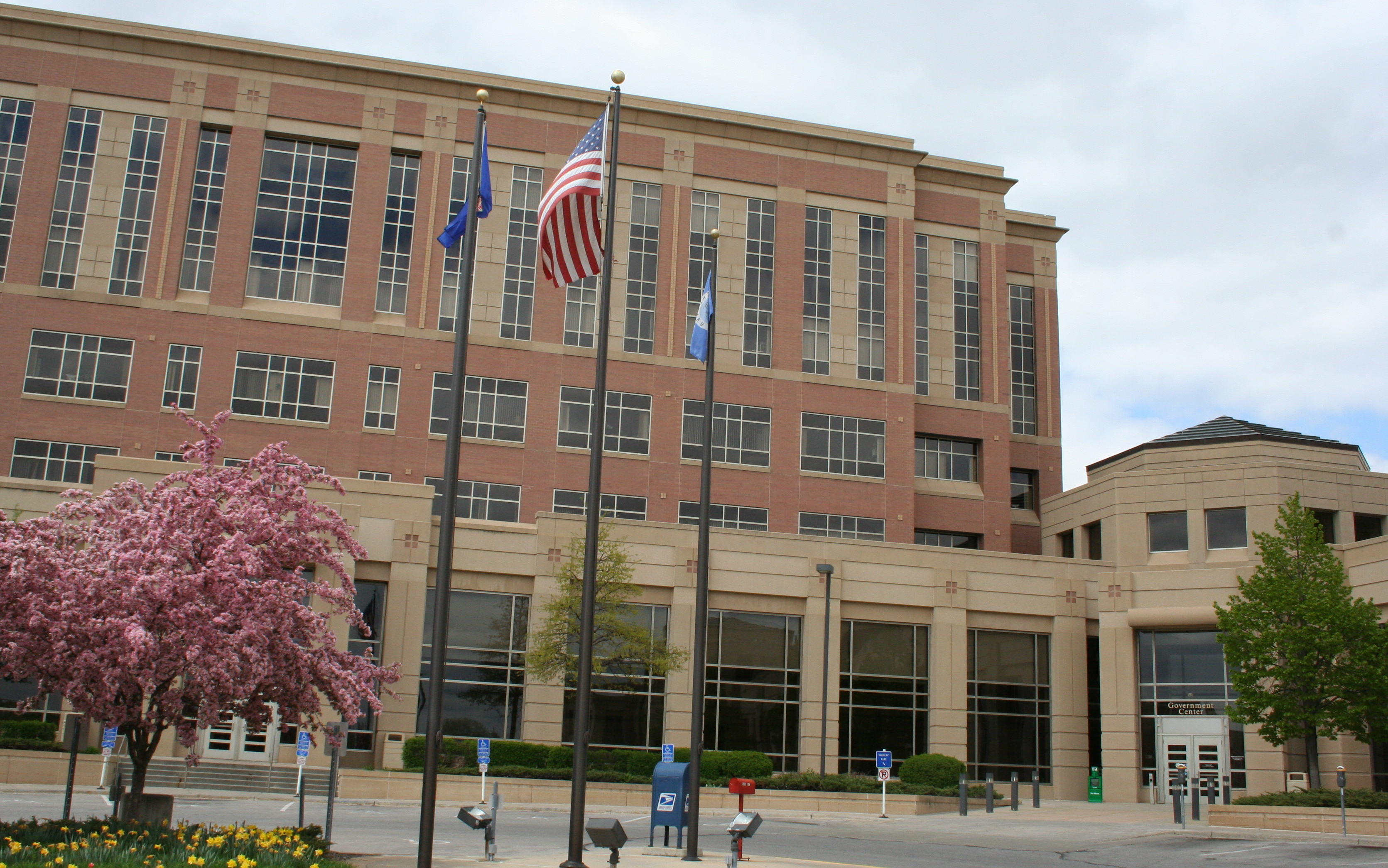
Olmsted County Government Center